# Saugeais

Vrije Republiek van Saugeais

De Republiek Saugeais (Frans: République du Saugeais) is een micronatie, 128 km2 groot, gelegen in de Franche-Comté tussen Frankrijk en Zwitserland met circa 5000 inwoners (2023). De hoofdstad is Montbenoît met 400 inwoners. De republiek wordt door geen enkel ander land erkend.

## Geschiedenis
Het ministaatje ontstond in 1947 als een grap van Georges Pourchet, hôtelier te Montbenoît, en de heer Ottaviani, de prefect van de regio. Sindsdien heette het de Vrije Republiek van Saugeais.
In 1972 werd Gabrielle Pourchet (1906) verkozen tot president van de minirepubliek. Ze regeerde vanaf toen en probeert "tradities" in ere te houden.
Gabrielle Pourchet overleed op 31 augustus 2005. Tot januari 2006 was er nog steeds geen opvolger die de republiek wilde regeren. Sinds 28 januari 2006 draagt Georgette Bertin Pourchet, de dochter van Gabrielle Pourchet, de titel van president.
Simon Marguet is de huidige president, hij heeft eveneens een eerste minister, een secretaris-generaal, twee douane-beambten, twaalf ambassadeurs en meer dan 300 ereburgers.

## Volkslied

### Origineel dialect

#### Refrein
C'est let vrais Sadjets finra fonta (1)
D'l'Abbaye (2), d'la Tsâ, d'en Dzillie, d'Léramont
I s'vendraint pleu tcheu dans na monta (3)
Qu'la Franc', qu'la Sutch, qu'les Rmourots, qu'lèz Larmond (4)

### Vertaling (in het Frans)

#### Refrein
Ce sont les vrais Saugets "fine fonte" (1)
De Montbenoît (2), de la Chaux, de Gilley, de Lièvremont,
Ils se vendraient plus cher dans une "monte" (3)
Que les Français, les Suisses, les Remonots, les Larmond (4),

### Verklaring
(1) de race pure (2) in het Saugeais-dialect zegt men niet Montbenoît maar l'Abbaye
(3) Vente aux enchères, (4) de vier grenzen van Saugeais.